# Zentiva
Zentiva – przedsiębiorstwo farmaceutyczne z siedzibą w Pradze, w Czechach. Firma opracowuje, wytwarza i wprowadza do obrotu szeroką gamę leków generycznych i leków dostępnych bez recepty (OTC).
W czerwcu 2020 r. zatrudniała ponad 4,7 tys. pracowników, a jej główne trzy zakłady wytwórcze zlokalizowane były w Pradze, Bukareszcie i Ankleshwarze.

## Historia
Początki czeskiego przedsiębiorstwa farmaceutycznego sięgają 1488 roku i związane są z apteką „Pod Czarnym Orłem” („U Černého Orla”) w centrum Pragi – na Malej Stranie. W 1857 roku aptekę zakupił Benjamin Fragner (1824–1886) z synem. Plany poszerzenia działalności zaczął realizować jego syn, Dr. Karel Fragner (1861–1926), a następnie rozwinął je wnuk – Dr. Ing. Jiří Fragner (1900–1977). Razem z bratem, architektem Jaroslavem Fragnerem, zbudował on i zaprojektował nowoczesny zakład produkcji farmaceutycznej w miejscowości Dolní Měcholupy, obecnie będącej częścią Pragi. Dziś na terenie pierwotnego zakładu mieści się centrala firmy Zentiva.
Fabryka „Benjamin Fragner” zaczęła produkcję leków w sierpniu 1930 roku. Jej rentowność opierała się na solidnej bazie substancji czynnych, które dały początek intensywnym pracom badawczo-rozwojowym. W czasie II wojny światowej, po zamknięciu czeskich uniwersytetów pod okupacją niemiecką, fabryka Fragnera stała się schronieniem dla wielu wybitnych specjalistów. Na przykład w zakładzie miała miejsce jedna z pierwszych udanych prób wyizolowania penicyliny (BF Mykoin 510).
W 1946 roku przedsiębiorstwo zostało znacjonalizowane przez czeski rząd. Nastąpiło rozdzielenie zakładu produkcyjnego i apteki. Fabryka stała się częścią SPOFA (Zjednoczenia Przedsiębiorstw Farmaceutycznych). Licząca 750 pracowników fabryka była czołowym zakładem farmaceutycznym w powojennej Czechosłowacji. Na początku lat 60. XX w., aby zaspokoić rosnące zapotrzebowanie na gotowe postacie farmaceutyczne, podjęto kwestię unowocześnienia zakładu i dalszego zwiększenia produkcji. Modernizacja została zakończona w 1979 roku, a w jej efekcie wzniesiono nowe, nowoczesne zakłady produkcyjne.
Począwszy od 1989 roku, przedsiębiorstwo przeszło szereg istotnych zmian organizacyjnych i właścicielskich. W 1993 roku nazwa spółki została zmieniona z Léčiva a.s. na Zentiva k.s. Później, w 1998 roku zarząd spółki Zentiva nabył większościowy pakiet akcji i skupił działalność na markowych lekach generycznych. W 2003 roku została wprowadzona nowa marka korporacyjna – Zentiva CZ s.r.o. W tym samym roku do portfela Zentivy dołączyło czołowe przedsiębiorstwo farmaceutyczne ze Słowacji (Slovakofarma). W 2004 roku Zentiva zadebiutowała na giełdzie w Pradze i w Londynie. Swoją działalność rozszerzyła także na Polskę i Rosję oraz inne rynki Europy Środkowej i Wschodniej. Pod koniec 2005 roku doszło do przejęcia spółki Sicomed (wiodącego przedsiębiorstwa produkcji leków generycznych w Rumunii, obecnie pod nazwą Zentiva SA), która powiększyła portfel Zentivy.
Na początku 2007 roku Zentiva zwiększyła zakres swojej działalności na Węgrzech i przejęła Eczacibaşi Generic Pharmaceuticals (czołowego producenta tureckiego). Rok 2008 przyniósł przejęcie Zentivy przez francuski holding Sanofi i decyzję o przekształceniu jej w europejską platformę leków generycznych grupy. Zentiva stała się wówczas częścią franczyzy leków generycznych Sanofi.
W 2018 roku fundusz Advent International kupił od Sanofi europejski oddział produkcji leków generycznych – Zentivę. Łączna wartość transakcji wyniosła 1,919 mld EUR. Dzięki wsparciu Advent International, jednego z największych funduszy inwestycji kapitałowych, Zentiva uzyskała niezależność.
Po przejęciu przez Advent International Zentiva weszła na drogę szybkich przejęć służących budowaniu pozycji na rynku leków generycznych i OTC w Europie i poza nią. W kwietniu 2019 roku Zentiva przejęła Creo Pharmaceuticals, brytyjską spółkę zależną amerykańskiej spółki Amneal Pharmaceuticals (od 2013 r.). Kolejnym nabytkiem (w maju 2019 r.) było przedsiębiorstwo farmaceutyczne Solacium z siedzibą w Rumunii zwiększające swój udział w rynku leków zarówno generycznych, jak i OTC.

### Historia przejęć
1857: Benjamin i Karel Fragner kupują aptekę „Pod Czarnym Orłem”
1946: Rozdzielenie apteki i zakładu produkcyjnego
2003: Przejęcie Slovakofarmy
2005: Przejęcie Sicomed
2007: Przejęcie Eczacibaşi Generic Pharmaceuticals
2008: Sanofi przejmuje Zentivę
2018: Fundusz Advent International przejmuje Zentivę
2019:
- kwiecień: przejęcie Creo Pharmaceuticals
- maj: przejęcie Solacium Pharmaceuticals
- wrzesień: podpisanie umowy przejęcia zakładu wytwórczego w Ankleshwarze w Indiach
- październik: podpisanie ostatecznej umowy przejęcia działalności Alvogen(inne języki) w Europie Środkowo-Wschodniej

2020:
- kwiecień: przejęcie działalności Alvogen w Europie Środkowo-Wschodniej[9]
- maj: przejęcie zakładu wytwórczego w Ankleshwarze